# Metropolia Korei
Metropolia Korei – prawosławna administratura wchodząca w skład Patriarchatu Konstantynopolitańskiego.
Utworzona w 2004 poprzez wydzielenie z metropolii Nowej Zelandii.

## Rosyjska misja
Pierwsze nabożeństwa prawosławne w Korei zaczęły być odprawiane w kaplicy w konsulacie rosyjskim w Seulu po rozpoczęciu działalności przez rosyjską misję prawosławną w Korei. Cerkiew ta była jednak dostępna jedynie dla Rosjan i w związku z tym realna działalność misyjna nie była w rzeczywistości prowadzona. Większe nakłady pieniężne zostały przeznaczone na misję w Korei dopiero po wojnie rosyjsko-japońskiej. W tym okresie misjonarze zorganizowali trzy kaplice oraz pięć punktów misyjnych bez własnych cerkwi, w 1910 powstała wolno stojąca cerkiew św. Mikołaja w Seulu.
Działalność misji uległa zahamowaniu po 1910, kiedy Korea została anektowana do Cesarstwa Japonii, a w całym kraju miała miejsce fala ataków na chrześcijan. Mimo wyświęcenia w 1912 pierwszego konwertyty koreańskiego na diakona, misja nie zdołała już zdobyć silnej pozycji w społeczeństwie – o wiele większe sukcesy odnosiły misje katolicka i protestancka. Po rewolucji październikowej misja w Korei nie otrzymywała już żadnego wsparcia finansowego ze strony władz Rosji, które to subwencje stanowiły dotąd podstawę jej działania. W związku z tym w 1921 Rosyjski Kościół Prawosławny ogłosił zakończenie pracy misyjnej w Korei.

## Po 1945
Parafia św. Mikołaja w Seulu, do której należeli zarówno nieliczni Rosjanie, jak i Koreańczycy, zdołała przetrwać jako jedyna prawosławna parafia w Korei. Jej cerkiew przetrwała II wojnę światową, została zdewastowana dopiero w czasie wojny koreańskiej. Świątynię odbudowano w stylu greckim z inicjatywy greckich, prawosławnych żołnierzy sił ONZ, które stacjonowały w Seulu razem ze swoim kapelanem, ks. Andreasem Halkiopoulosem. On również doprowadził do przyjęcia parafii w jurysdykcję Patriarchatu Konstantynopolitańskiego.

## Misja Patriarchatu Konstantynopolitańskiego
W 1975 patriarcha konstantynopolitański Atenagoras pobłogosławił rozpoczęcie misji Patriarchatu Ekumenicznego na Dalekim Wschodzie, na czele której stanął hieromnich Sotirios (Trambas). Doprowadził on do erygowania pięciu nowych parafii z wolno stojącymi cerkwiami (parafia Zaśnięcia Matki Bożej w Chonju, parafia św. Pawła w Inchon, parafia św. Andrzeja w Yanggu, parafia Zwiastowania w Pusan oraz parafia św. Michała Archanioła w Taegu). W Korei powstał również pierwszy klasztor – żeński monaster Przemienienia Pańskiego w Kapyong. Przy cerkwi w Seulu, podniesionej do rangi soboru, powstało seminarium duchowne oraz centrum diecezjalne z biblioteką i muzeum. Hieromnich Sotirios został w 1993 biskupem Zela. W 2004 utworzono metropolię Korei.
W administraturze prowadzone są prace nad przekładem na język koreański tekstów liturgicznych oraz literatury prawosławnej. Jest on głównym językiem liturgicznym w parafiach w Korei, obok greckiego, rosyjskiego i angielskiego. Duchowni pracujący w Korei są narodowości greckiej oraz koreańskiej. Liczbę wiernych szacuje się na kilka tysięcy.